# 土屋詮教
土屋 詮教（つちや せんきょう、1872年7月16日- 1956年）は、日本の仏教学者。専門は日本仏教史。号は「極東」。

## 経歴
出生から修学期
1872年(明治5年)、福島県福島市の浄土真宗本願寺派康善寺で生まれた。早稲田大学に入学。1896年、早稲田大学文科を卒業。
京都時代
卒業後の1897年、京都・西本願寺の文学寮教授(龍谷大学の前身)となった。しかしながら、1899年、教学部門を辞めて『明教新誌』記者となった。
東京時代
1900年(明治33年)、『東京朝日新聞』記者、曹洞宗中学林講師となった。1902年、広島の第四仏教中学講師に就任。1904年から1906年まで、東京の第一仏教中学に勤務。1905年、母校の早稲田大学講義録編輯主任として勤務し初め、後に講師を兼ねた。1918年(大正7年)、早稲田大学主事となった。そして、大学内に結成された早稲田大学仏教青年会の監督をつとめ、同会の発展の基礎を築いた。1929年、『佛教年鑑』第1巻が刊行されたが、その際には編集責任者をつとめ、当時の仏教の教勢をつぶさに調べあげた。同年鑑はその後1938年まで全9巻が発行され、日本の近代における仏教の歴史的展開を研究する上で、きわめて貴重な史料となっている。
1956年に死去。享年84歳。

## 著作
著書
- 『真宗通鑑』九皐堂 1899
- 『日本宗教史』早稲田大学出版部 1907[2]。
  - 改題再版『日本宗教史 民間信仰論選集 第2巻』クレス出版, 2016[3]
- 『明治仏教史』(青年仏教叢書 20)東京帝国大学仏教青年会編, 三省堂 1939
  - 『明治仏教史概説　廃仏毀釈とその後の再生』書肆心水 2017[4][5]
- 『大正仏教史』(青年仏教叢書 31) 三省堂 1940